# John Laird (Philosoph)
John Laird (* 17. Mai 1887 in Durris, Kincardineshire; † 5. August 1946 in Aberdeen) war ein schottischer Philosoph und Hochschullehrer. Von 1924 bis zu seinem Tod war er der Regius Professor of Moral Philosophy an der University of Aberdeen.

## Leben
Laird war der älteste Sohn von D. M. W. Laird, einem Pfarrer der Church of Scotland in dritter Generation, und dessen Ehefrau Margaret Laird, geborene Steward, der Tochter des Lehrers John Steward. Seine Ausbildung begann in der Dorfschule in Durris gefolgt von zwei Jahren an der Aberdeen Grammar School. Als seine Familie nach Edinburgh zog, ergriff er die Gelegenheit und studierte ab 1904 an der University of Edinburgh Philosophie. Unter seinen Kommilitonen galt er als hochintelligent, wenn er auch wenig Begeisterung für die Ausbildung und die Universität zeigte. 1908 schloss er sein Studium mit Auszeichnung als M.A. ab.
Laird wechselte ans Trinity College der University of Cambridge, wo er 1910–11 beide Teile des Moral Sciences Tripos absolvierte. Er verbrachte ein Jahr als Assistent an der University of St Andrews und dann eine kurze Zeit an der Dalhousie University in Nova Scotia, bevor er 1913 an die Queen’s University Belfast wechselte, um die Professur für Logik und Metaphysik (Professor of Logic and Metaphysics) zu übernehmen. 1919 lernte er in Belfast Helen Ritchie kennen, die Tochter eines lokalen Leinenproduzenten. Das Paar heiratete im gleichen Jahr. Der einzige Sohn aus der Beziehung starb im Kindesalter.
1924 wurde Laird in der Nachfolge des zurückgetretenen James Black Baillie auf den Lehrstuhl des Regius Professor of Moral Philosophy in Aberdeen berufen. Trotz der Spezialisierung der Professur auf Moralphilosophie veröffentlichte Laird weiterhin zu Themen wie Metaphysik, Ethik, Geschichte der Philosophie und englische Literatur.

## Arbeiten
Mit seinem ersten Buch, Problems of Self (1917) und auch mit dem zweiten, Study in Religion (1919) untersuchte er die epistemologischen und metaphysischen Grundlagen, mit denen er seine dem kritischen Realismus zuzurechnenden Einstellungen begründete.
In seinen frühesten Arbeiten grenzte sich Laird stark von seinen idealistischen Zeitgenossen an der University of Oxford, Francis Herbert Bradley und Harold H. Joachim ab. Seine Orientierung entsprach der 200 Jahre früher von Thomas Reid eingeführten und vorwiegend schottischen Common-Sense-Philosophie. Nachdem Laird seine Grundlagen definiert hatte, wandte er sich Philosophie-geschichtlichen Themen zu und verfasste er Anfangs der 1930er mehrere biographische Werke, einschließlich über Hume und Hobbes. Mit seinem Werk An Enquiry into Moral Notions kehrte er 1935 kurz zu seinen Studien der Ethik zurück. Die Arbeit wurde stark kritisiert. Die Gifford Lectures 1939 und 1940 gaben Laird die Gelegenheit zu seinen metaphysischen Themen zurückzukehren und boten Stoff für seine bekanntesten Bücher Theism and Cosmology (1940) and Mind and Deity (1941).

## Ehrungen
1914 hielt Laird die Shaw Lecturs der University of Edinburgh. 1933 wurde Laird zum Fellow der British Academy (FBA) gewählt. 1935 wurde er mit einem LL.D. der Universität Edinburgh geehrt. 1939 und 1940 hielt Laird die Gifford Lectures zu den Themen Theismus und Kosmologie (Theism and Cosmology) sowie Verstand und Göttlichkeit (Mind and Deity). 1944 hielt er die Herbert Spencer Lectures der University of Oxford und 1945 die Forwood Lecturers an der University of Liverpool. Ebenfalls 1945 ehrte ihn die Queens University Belfast mit einem D.Litt.

## Bibliographie
- 1917: Problems of Self: Essay auf der Basis der Shaw Lectures an der University of Edinburgh
- 1919: Study in Religion
- 1920: A Study in Realism
- 1925: Our Minds and Their Bodies
- 1926: A Study in Moral Theory
- 1928: Modern Problems in Philosophy
- 1929: The Idea of Value
- 1930: Knowledge Belief and Opinion
- 1932: Hume’s Philosophy of Human Nature
- 1934: Hobbes
- 1935: An Inquiry Into Moral Notions
- 1936: Recent Philosophy
- 1940: Theism and Cosmology
- 1941: Mind and Deity
- 1944: The Device of Government: An Essay on Civil Polity
- 1946: Philosophical Incursions Into English Literature
- 2018: John Laird: The Autobiography of a Scots Professor